# Коритани

Територія розселення коританів

Коритани (лат. Coritani або Corieltauvi) — древнє плем'я в Британії до римського завоювання, і після романізації Британії. Їх територія знаходилася на місці сучасного Східного Мідлендсу, в округах Лінкольнширу, Лестерширу, Ноттінгемширу, Дербіширу, Ратленду і Нортхемптонширу. Вони межували з бригантами (Brigantes) на півночі, корновіями (Cornovii) — на заході, добуннами (Dobunni) і катувеллаунами (Catuvellauni) — на півдні та з іценами (Iceni) — на сході. Головним містом коританів було Рети (Ratae Corieltauvorum), відомий сьогодні як Лестер.

## Доримський період
Коритани були в основному сільськогосподарськими людьми. Влада у них була централізованою. З початку 1-го століття, вони почали випускати іменні монети: майже всі були з двома іменами, а на деяких навіть по три. Це може означати, що вони мали кілька правителів. Імена на монетах писалися скорочено, але все ж були ідентифіковані. На монетах згадуються такі правителі коританів: Волісіос (Volisios), Думноковерос (Dumnocoveros), Думновеллаун (Dumnovellaunus) і Картівеллаунос (Cartivellaunos).
Відкриття в 2000 році коританських скарбів більш ніж вдвічі збільшило загальну кількість монет коританів, які були знайдені раніше.

## Римський період
Коритани майже не чинили опору римлянам, можливо навіть були їхніми союзниками, бо мали досить напружені стосунки із сусідами, особливо з бригантами, і сприймали римлян як захисників проти агресивних сусідів. Рети було захоплене римлянами в 44 році, і IX Іспанський легіон був там розквартирований. Фос Вей (Fosse Way) — римська дорога і рання межа римської області, проходив через територію племені.

## Міста і поселення
Основні міста коританів:
- Рети
- Ліндум (нині Лінкольн (Lincoln))

Не ідентифіковані місцевості:
- Драгонбі (Dragonby)
- Сліфорд (Old Sleaford)